# Estación Tres Arroyos
Tres Arroyos es una estación ferroviaria, ubicada en el Partido de Tres Arroyos, en la Provincia de Buenos Aires, Argentina.

## Servicios
Es una estación del ramal perteneciente al Ferrocarril General Roca, desde la Tandil hasta la estación Bahía Blanca.
No presta servicios de pasajeros, solo servicios de cargas operados por Ferrosur Roca.
Los servicios de pasajeros se interrumpieron en 1989. Corrían trenes tres veces por semana entre Plaza Constitución, Tandil y Tres Arroyos.
No se conocen iniciativas serias para restablecer el tren de pasajeros desde entonces.